# 佐竹義廉
佐竹 義廉（さたけ よしかど）は、日本の戦国時代の武将。常陸国の戦国大名佐竹氏の一族で、佐竹北家第3代当主。初代当主佐竹義信の次男。本家当主佐竹義篤の従兄弟にあたる。
兄の義住が部垂の乱で戦死したために北家を継いだ。東家の義堅とともに義篤の子の義昭の補佐を務め、国政を取り仕切った。主に外交面で活躍した。義廉の没後、嫡男の義斯が北家の家督を継いだ。